# Excimerový laser

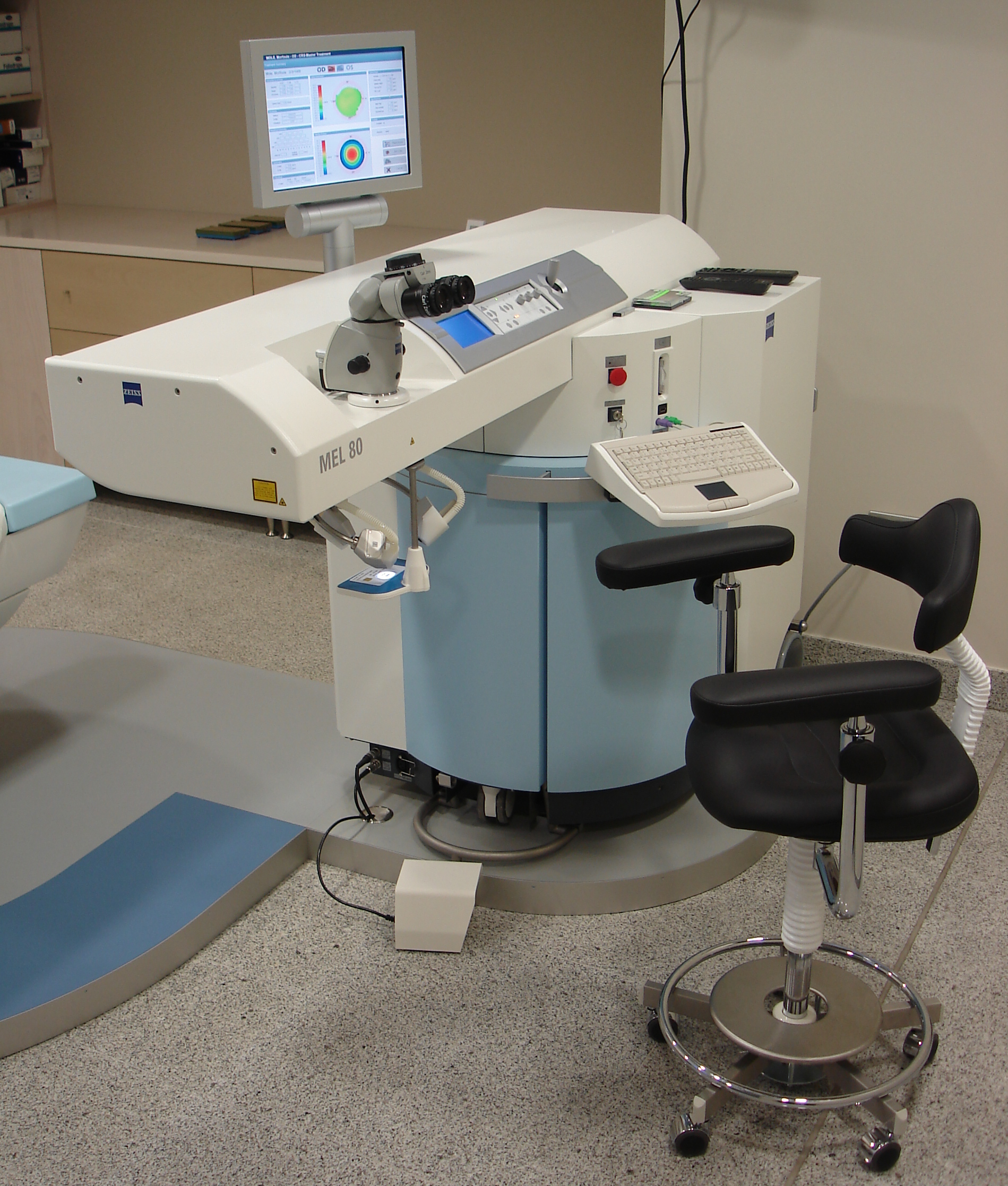
Excimerový laser používaný k očním zákrokům.

Excimerový laser využívá ke své funkci excitovaných dimerů. Jde o nestabilní molekuly, které vznikají jen na přechodnou dobu v důsledku vzájemného působení excitovaného atomu (nebo excitované molekuly) a atomu (molekuly) v základním stavu. Tato nestabilní molekula nemůže vzniknout, pokud oba atomy (molekuly) jsou v základním stavu.
Pokud jsou atomy A a B v základním stavu, je závislost potenciální energie na vzdálenosti A – B monotónně klesající funkcí bez lokálních extrémů, interakce je odpudivá a stabilní molekula AB neexistuje.
Závislost potenciální energie v případě jednoho excitovaného atomu však v jisté vzdálenosti vykazuje lokální minimum – při přiblížení atomů A* a B se vytváří vázaný stav – excimer AB*.
Přejde-li excimerová molekula do základního stavu (např. vyzářením fotonu), nastává rychlá disociace (řádově 10−14 s).
Aktivním prostředím excimerových laserů jsou právě excimery. Populace horní laserové hladiny N2 je dána hustotou počtu excimerů. Populace dolní laserové hladiny je prakticky zanedbatelná.
Přejde-li excimer z excitovaného stavu do základního stavu, okamžitě se rozpadá. Součinitel zesílení aktivního prostředí je
{\displaystyle \alpha =\sigma N_{2}}
Buzení excimerových laserů je obvykle pulzní.